# Wedewitje
Het wedewitje (Pieris ergane) is een dagvlinder uit de familie Pieridae, de witjes. 
Het wedewitje lijkt sterk op het klein koolwitje en andere soorten Pieris. De vlek aan de apex is ongeveer vierkant. De vlucht is rustiger dan van de meeste andere koolwitjes. De voorvleugellengte bedraagt 19 tot 24 millimeter. 
De soort komt voor in Zuid-Europa en van Anatolië tot Iran en de Zuidelijke Kaukasus. Hij vliegt op hoogtes tot 2000 meter. De soort is te vinden op warme en droge plaatsen, meestal met kalkrijke bodem.
De meestgebruikte waardplant is Aethionema saxatile, maar ook Aethionema orbiculatum en wede worden gebruikt.
De vliegtijd is van april tot en met september in twee of drie generaties. De pop overwintert.